# Nina Gulajewa
Nina Iwanowna Gulajewa (ros. Нина Ивановна Гуля́ева; ur. 1931) – radziecka aktorka filmowa, teatralna i głosowa. Ludowa Artystka RFSRR (1969). Aktorka Moskiewskiego Akademickiego Teatru Artystycznego.

## Filmografia

### Role głosowe
- 1959: Przygody Buratina jako Buratino
- 1965: Pastereczka i kominiarczyk jako Pastereczka
- 1968: Rusałka jako Rusałka
- 1969: Kapryśna królewna jako kapryśna królewna
- 1977: Zajączek i mucha

## Odznaczenia
- Ludowy Artysta RFSRR
- Zasłużony Artysta RFSRR